# KV11

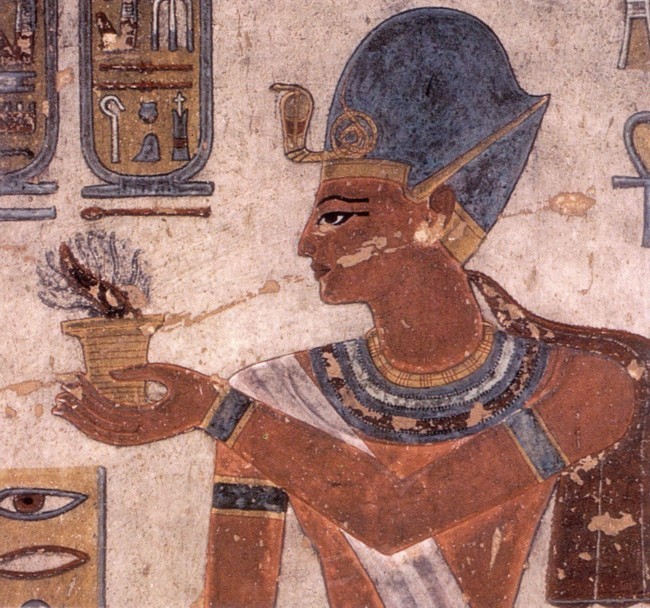
Ramses III. mit einem Weihrauchopfer, Grabmalerei aus KV11

KV11 ist die Bezeichnung für das altägyptische Grabmal von Ramses III. im Tal der Könige. Es ist auch bekannt als das „Harfenspielergrab“ oder „Bruces Grab“, nach dem schottischen Forschungsreisenden James Bruce, der das Grab 1769 untersuchte.

## Geschichte
Das Grab wurde ursprünglich von Sethnacht begonnen und dann von dessen Nachfolger Ramses III. übernommen und erweitert. Sethnacht verstarb bereits nach drei Jahren Regierungszeit und übernahm das Grab KV14 der Königin Tausret. Für Ramses III. hingegen war ursprünglich das Grabmal KV3 vorgesehen, der dieses jedoch aufgrund einer mangelnden Gesteinsqualität wechselte. Im 13. Jahr von Smendes I. fand eine Osirifizierung von Ramses III. statt, die von einem Nekropolenschreiber namens Butehamun geleitet wurde. Die äußeren Bereiche von KV11 sind bereits seit griechisch-römischer Zeit für Touristen zugänglich. Nach der näheren Untersuchung von James Bruce wurde es 1895 durch Jacques de Morgan dokumentiert. Eine ausführliche Dokumentation der Wände wurde 1983 durch Marek Marciniak vorgenommen.

## Architektur

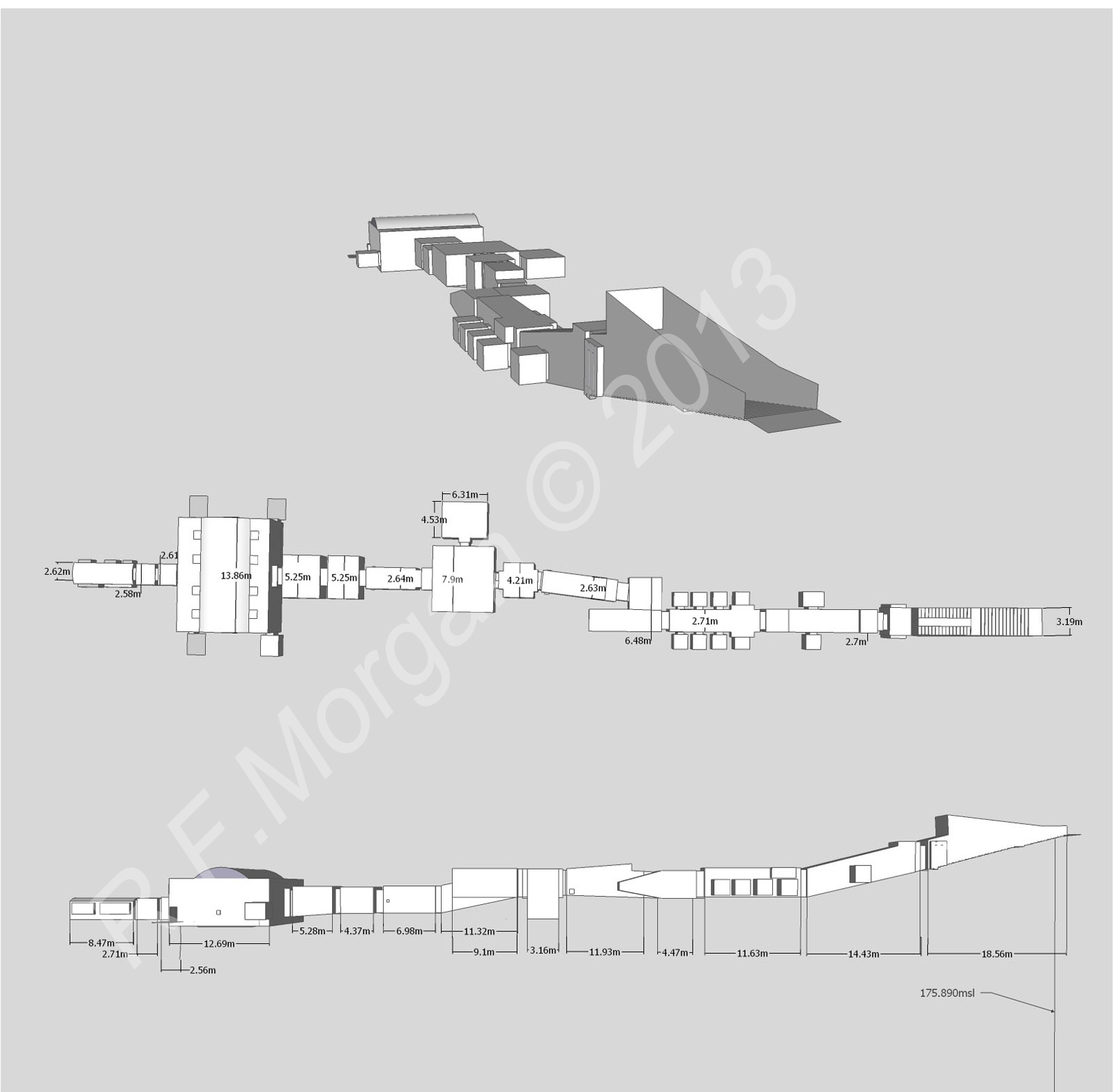
Isometrische Darstellung, Grundriss und Schnittzeichnung des Grabes

Das Grab hat eine Länge von 125 m und ist im Stile der 19. Dynastie konstruiert, die Eingangsfassade besitzt aber eine monumentale Gestaltung, welche eher für die 20. Dynastie typisch ist. Die ersten drei Korridore wurden von Sethnacht angelegt, die nischenartigen Nebenkammern in den ersten beiden Durchgängen jedoch von Ramses III. hinzugefügt. Der dritte Korridor durchstieß die Decke des Grabes von Amenmesse (KV10) und wurde daraufhin in einen kleinen Raum umgewandelt. Stattdessen wurde von diesem Korridor aus das restliche Grab mit verschobener Achse in den Fels geschlagen.
Ganz untypisch steigt der vierte Korridor etwas an um die darunterliegende Kammer von KV10 zu überwinden. Daraufhin folgen die Brunnenkammer und eine Säulenhalle mit Seitenkammer, die derjenigen von KV10 ähnelt. Es folgen zwei Vorkammern und die Grabkammer, in der der Sarkophag zum ersten Mal entlang der Hauptachse aufgestellt wurde. An den vier Ecken ist symmetrisch jeweils eine Nebenkammer angeordnet, so wie es bereits beim Grab von Merenptah (KV8) der Fall war. Auch der sich anschließende Endkorridor entspricht einem überaus regelmäßigen Plan.

## Dekoration

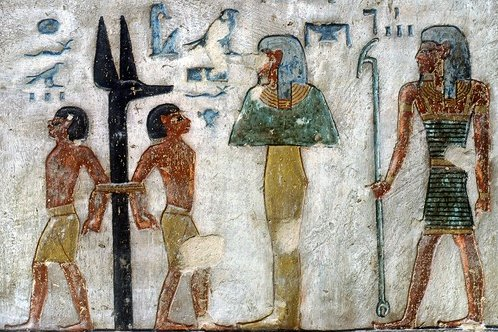
Tiefrelief mit Szene aus Pfortenbuch

Die Wände zeigen Szenen aus der Amduat („Schrift des verborgenen Raumes“), dem Pfortenbuch, dem „Buch von der Erde“ und dem „Buch von der Himmelskuh“. Sie sind demnach mit einem für die Ramessidenzeit gültigen Dekorationsschema ausgeschmückt, das nur im Detail variiert. Die Farben der Tiefreliefs sind insgesamt gut erhalten und bieten eine außergewöhnliche Vielfalt.

### Eingangsbereich
Der Eingangsbereich von KV11 wird von Hathor-Pfeilern flankiert. Über dem Eingang befindet sich die Sonnenscheibe des Gottes Re, der auch als Morgensonne in Gestalt des Skarabäusgottes Chepri und als Abendsonne in Gestalt des menschenförmigen Gottes Atum mit Widderkopf dargestellt ist. Diese werden wiederum von den Göttinnen Isis und Nephthys angebetet. Weiterhin befindet sich auf jeder Seite eine kniende Figur der geflügelten Göttin Maat, die sowohl im Diesseits als auch im Jenseits den Fortbestand der gültigen göttlichen Ordnung symbolisiert.

### Erster Korridor

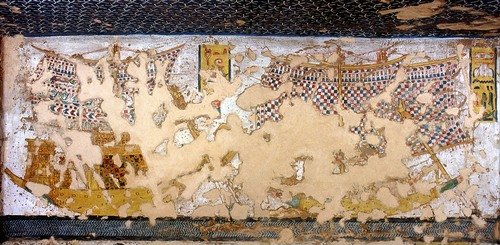
Schiffe auf der Fahrt nach Abydos

Der erste Korridor zeigt den König vor dem falkenköpfigen Gott Re-Harachte sowie Szenen aus der Sonnenlitanei. Diese handelt von dem Sonnenlauf und zählt nach Beschwörungsart 74 Erscheinungsformen des Sonnengottes auf, die der König auf dem Weg durch die Unterwelt annimmt. Im zweiten Teil dieses Textes kommt es zu einer Identifikation zwischen dem König und diesen Erscheinungsformen.

### Zweiter Korridor und Anbauten

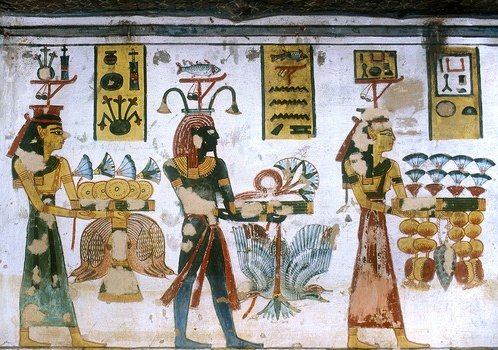
Nilgott und Göttinnen mit Opfergaben

Im nächsten Korridor setzt sich die „Litanei des Ra“ fort. Hauptfiguren sind diesmal Isis und Nephthys, die am Ende des Korridors mit dem Schen-Ring dargestellt werden, der als Symbol für die unendliche Herrschaft des Königs gilt. Dahinter folgt jeweils ein liegender Anubis, der Wache hält, sowie die vier Horussöhne, die sich rechts und links am Durchgang zum dritten Korridor befinden. Diese sollten den König auf seiner gefährlichen Reise durch die jenseitige Welt beschützen.

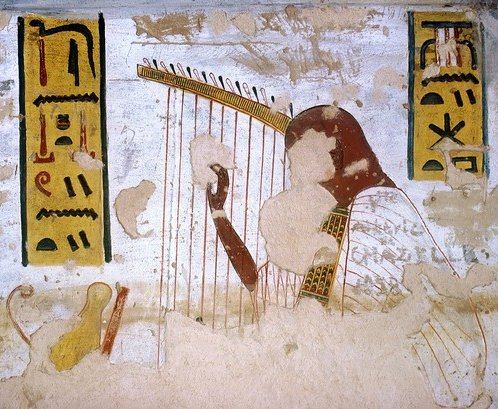
Harfner, spielend vor dem Gott Schu

Auf der linken Seite sieht man auf den Wänden des ersten Anbaus den Gott Apis beim Überreichen von Opfergaben an die Götter. Der nächste Anbau zeigt die Prozession des Nilgottes mit göttlichen Personifikationen verschiedener Orte Ägyptens, die allesamt reiche Nilgaben tragen. Die letzten beiden Anbauten zeigen die Himmelskuh und die für dieses Grab berühmten Harfnerszenen, bei der Harfner vor den Göttern Atum, Osiris und Schu spielen. Die Harfen tragen dabei Köpfe des Königs im Ornat mit der Doppelkrone beziehungsweise der Krone Unterägyptens.
Auf der rechten Seite zeigen die Anbauten einen thronenden Osiris, das Jaru-Gefilde, diverse Thronsessel, Gebrauchsgüter und Amphoren, sowie Bäcker, Köche und Fleischer, die Königsnahrung zubereiten. Auf den Wänden des letzten Anbaus sind Standarten, Bögen und Köcher dargestellt, insgesamt sieht man also Dinge und Dienstleistungen, die für den König im Jenseits bestimmt sind.

### Dritter Korridor

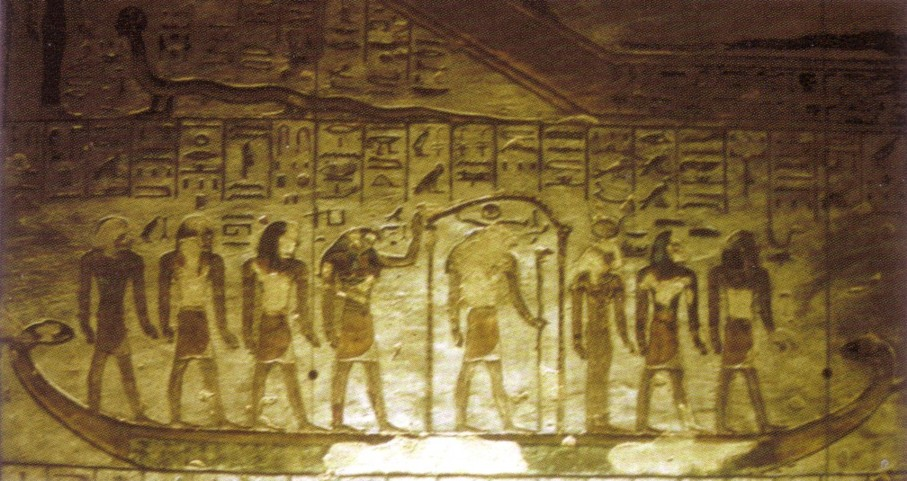
Nachtbarke auf der Fahrt durch das Sokarreich

Die Wände des dritten Korridors zeigen die vierte und fünfte Stunde der „Schrift des verborgenen Raumes“. Sie handeln vom Weg der Nachtbarke durch das Land des Sokar, ein Wüstenreich, das von geflügelten Schlangen bewacht wird. Die Barke verwandelt sich dabei in eine Schlange. Bug und Heck der Barke des Sonnengottes bilden die Köpfe der Schlange, welche sich feuerspeiend einen Weg durch die finstere Wüstenlandschaft bahnt.
In der fünften Stunde werden der Sonnengott und die Barke über die „geheime Höhle des Sokar“ hinweggezogen, eine Urwelt, die durch den Erdgott Aker in Gestalt einer Doppelsphinx bewacht wird. In dieser Höhle sind die Wege mit dem „Feuer aus dem Mund der Isis“ gefüllt und damit unpassierbar. In den tiefsten Tiefen befindet sich ein Feuersee mit „unnahbarem Wasser“, der Osiris Erfrischung und Labsal bietet, den Verdammten jedoch ein vernichtendes Feuer entgegensetzt.

### Schachtkammer („Brunnenraum“)
Der „Brunnenraum“ erfüllt nach Christian Jacq eine symbolische Funktion im Rahmen der Bestattungsriten. Er verkörpert die „Höhle des Sokar“ und verbirgt damit das ursprüngliche, abstrakte Wasser, welches potentielle Lebensenergie besitzt. Gleichzeitig bildet der Raum auch eine Form des Osiris-Grabes. Wurde der Sarkophag mit der Mumie des Königs über den Brunnen gezogen, wurde diese mit der „Kraft des Sokar“ durchdrungen und der Verstorbene verwandelte sich in Osiris. Der Brunnen symbolisiert damit einen Umwandlungsprozess, bei dem der verstorbene König die erforderliche Energie für seine Regeneration und Wiedergeburt aufnahm. Nach dem Begräbnis wurde die Rückwand des Brunnenraums für gewöhnlich zugemauert und mit Götterszenen dekoriert.

### Vierpfeilersaal mit Anbau

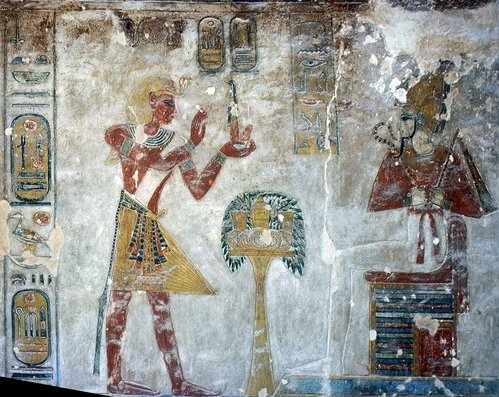
Ramses III. mit Maat-Opfer vor Osiris

Der Vierpfeilersaal beinhaltet einen Osiris-Schrein und zeigt Opferszenen für die Haupterscheinungsformen des Sonnengottes, Chepri, Re und Atum. Auf den Pfeilern sind die vierte und fünfte Stunde des Pfortenbuches zu sehen. Interessant ist die fünfte Stunde, in der die „Vier Menschenrassen“ (Ägypter, Nubier, Asiaten, Libyer) dargestellt sind, welche allesamt einen Platz im Jenseits erhalten. Der Nebenraum zeigt weitere Szenen aus dem Pfortenbuch, u. a. wird Ramses III. auch vor Horus und Thot an der Hand geführt und gibt für Osiris ein Maat-Opfer in Form einer Statuette.

### Vierter Korridor und Vestibül
Der vierte Korridor ist mit Szenen aus dem Mundöffnungsritual dekoriert, ein Ritus, bei dem die Mumie des Königs die Funktionsfähigkeit seiner Sinne zurückerlangt. Das anschließende Vestibül, bestehend aus zwei Vorkammern, zeigt verschiedene Götterszenen sowie Szenen aus dem Totenbuch, das ursprünglich ein Unterweltsbuch der Nicht-Könige war.

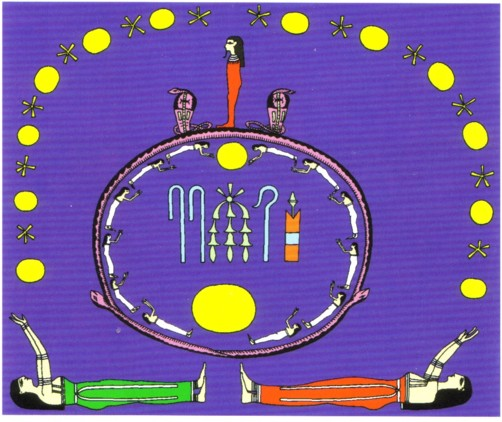
Nächtlicher Sonnenlauf nach Kopie von Champollion

### Hauptkammer, Anbauten und Endgang
Die Hauptkammer von KV11 ist durch Wassereindringen beschädigt. Die Wände waren mit Szenen aus dem Pfortenbuch und dem „Buch von der Erde“ dekoriert. Sie zeigten die Götter Aker, Geb und Tatenen, mehrmals den Sonnengott in Gestalt der Sonnenscheibe und nur vereinzelt seine Barke. Die Anbauten zeigten Szenen aus dem „Buch von der Himmelskuh“, die Vernichtung der Menschheit durch Hathor und weitere Szenen aus dem Totenbuch.
Auf der rechten Wand der Hauptkammer befand sich eine nicht mehr erhaltene Szene, von der aber Jean-François Champollion eine Kopie angefertigt hatte. Auf ihr zu sehen waren der Sonnenlauf und der Name „Ramses, der Herrscher von Iunu“, umrahmt von einer doppelten Uroboros-Schlange und zwölf Göttinnen, die den König und die Sonne anbeten. Der Endgang zeigte wiederum Szenen aus dem Pfortenbuch.

## Grabausstattung

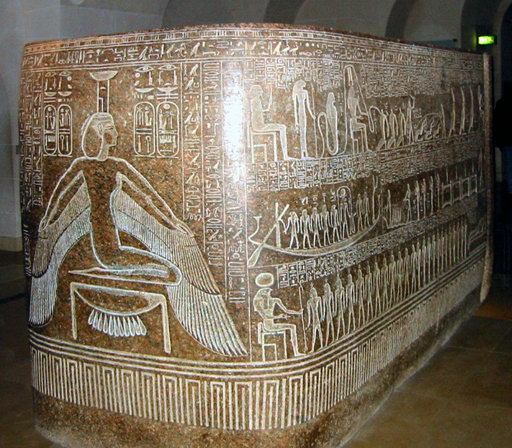
Sargwanne, Louvre Museum

Zur Grabausstattung zählte ein Sarkophag, der nach Aidan Dodson ursprünglich als Außenbehältnis für Sethos II. diente und nie benutzt wurde. Der Holztrog des zweitinnersten Sarges war mit Göttinnen und den vier Horussöhnen verziert. Er wurde 1898 im Königsversteck KV35 gefunden und enthielt die Mumie von Amenhotep III. Der Sargdeckel ging verloren. Anhand der beschädigten Zapfenlöcher am Trogrand kann man darauf schließen, dass der Deckel in der Antike gewaltsam entfernt wurde. Weiterhin gab es in dem Grab nur wenige zuordnungsfähige Funde, darunter aber immerhin fünf Uschebtis aus massiver Bronze, die sich heute im British Museum, in Turin, im Louvre und in Durham befinden.

## Mumie
Die Königsmumie wurde in der Antike entfernt und nach DB320 verschleppt. Dort wurde sie in einem vergoldeten Pappmaché-Sarg versteckt, der sich im massiven Mumienbehältnis der Ahmose Nefertari befand. Die Mumie wurde 1886 von Gaston Maspero ausgewickelt und ist zurzeit im Mumiensaal in Kairo ausgestellt. Vor der Umbettung in der Antike befand sie sich in einer Sarkophag-Wanne aus rotem Quarzit, die sich heute im Louvre befindet. Der Deckel hingegen ist in Cambridge und zeigt den König in Osirisgestalt mit Atef-Krone. Weiterhin fanden James Burton und französische Forscher menschliche Überreste in einer der Anbauten der Hauptkammer, die anscheinend aus Nachbestattungen der Dritten Zwischenzeit stammen.